# Ланьсі
Ланьсі (кит. спр. 兰溪市, піньїнь: Lánxī Shì) — місто-повіт в східнокитайській провінції Чжецзян, складова міста Цзіньхуа.

## Географія
Ланьсі лежить на злитті річки Цюйцзян і Цзіньхуа (басейн Цяньтану).

### Клімат
Місто знаходиться у зоні, котра характеризується вологим субтропічним кліматом. Найтепліший місяць — липень із середньою температурою 29.6 °C (85.3 °F). Найхолодніший місяць — січень, із середньою температурою 5.5 °С (41.9 °F).
| Клімат Ланьсі           | Клімат Ланьсі | Клімат Ланьсі | Клімат Ланьсі | Клімат Ланьсі | Клімат Ланьсі | Клімат Ланьсі | Клімат Ланьсі | Клімат Ланьсі | Клімат Ланьсі | Клімат Ланьсі | Клімат Ланьсі | Клімат Ланьсі | Клімат Ланьсі |
| Показник                | Січ.          | Лют.          | Бер.          | Квіт.         | Трав.         | Черв.         | Лип.          | Серп.         | Вер.          | Жовт.         | Лист.         | Груд.         | Рік           |
| Середня температура, °C | 5,5           | 6,8           | 11,1          | 17,4          | 22,2          | 25,5          | 29,6          | 29,2          | 24,8          | 19,2          | 13,5          | 7,6           | 17,7          |
| Норма опадів, мм        | 61.9          | 102.6         | 148.8         | 177.9         | 223.8         | 246           | 119.9         | 91.8          | 115           | 72.5          | 58.4          | 46.2          | 1464.8        |
| Днів з опадами          | 13,7          | 14,9          | 18,3          | 17,9          | 17,7          | 16            | 11,8          | 11,9          | 12            | 11            | 10,9          | 12,1          | 168,2         |
| Вологість повітря, %    | 77            | 79.5          | 81            | 80.8          | 80.5          | 83.3          | 78.9          | 77.6          | 80.3          | 78.6          | 76.5          | 75.2          | 79.1          |
| ----------------------- | ------------- | ------------- | ------------- | ------------- | ------------- | ------------- | ------------- | ------------- | ------------- | ------------- | ------------- | ------------- | ------------- |
| Джерело: Weatherbase    |               |               |               |               |               |               |               |               |               |               |               |               |               |